# Karol Potkański
Jan Nepomucen Karol Potkański h. Brochwicz (ur. 16 kwietnia 1861 w Prędocinku, zm. 16 sierpnia 1907 w Krakowie) – historyk i etnograf, radomianin, taternik i alpinista, profesor Uniwersytetu Jagiellońskiego.

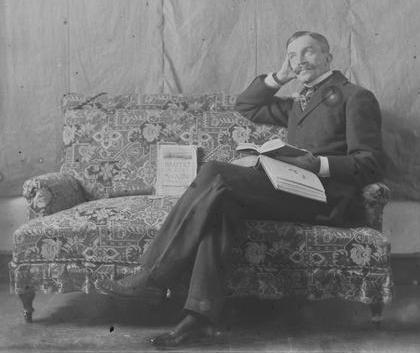
Karol Potkański w pracowni Witkiewicza, ok. 1890

## Życiorys
Po śmierci rodziców wychowaniem Karola zajęła się Karolina z Bukowieckich Malczewska, właścicielka Prędocinka i wuj Julian Malczewski, urzędnik Radomskiego Towarzystwa Kredytowego, ojciec Jacka Malczewskiego. Otrzymał staranne wychowanie, a także i przygotowanie do późniejszych studiów historycznych. Z powodu słabego zdrowia do 15 roku życia przebywał w Prędocinku, potem w Krakowie, gdzie wstąpił na Wydział Filozoficzny Uniwersytetu Jagiellońskiego. Karol Potkański studiował nauki humanistyczne, lecz nie ukończył Uniwersytetu Jagiellońskiego.
W 1883 przebywając w podradomskim Prędocinku, rozpoczął poszukiwania naukowe w archiwum radomskim, a następnie kaliskim i warszawskim, których efektem, min., było opracowanie rozprawy naukowej Zapiski herbowe z dawnych ksiąg radomskich i piotrkowskich, ogłoszonej w III tomie Archiwum Komisji Historycznej i zebranie materiałów, które posłużyły do przedstawienia biogramu rodu Potkańskich Potkańscy herbu Brochwicz zamieszczonego w Złotej księdze szlachty polskiej Teodora Żychlińskiego.
Od 1902 profesor historii krajów austriackich Uniwersytetu Jagiellońskiego, od 1904 członek Akademii Umiejętności. Zajmował się głównie badaniem stosunków społeczno-gospodarczych średniowiecza zarówno w Polsce, jak i na całej Słowiańszczyźnie, a także zagadnieniami pierwotnego osadnictwa, m.in. na Podhalu. Jako jeden z pierwszych naukowców polskich posiłkował się w badaniach historycznych innymi naukami, między innymi etnografią. Był ponadto prezesem Polskiej Sztuki Stosowanej oraz redaktorem kwartalnika Lud.
Do Zakopanego przyjeżdżał od 1877, utrzymując rozległe kontakty z całą zakopiańska elitą intelektualną. Był gorącym entuzjastą gór i góralszczyzny. Żywo zainteresowany propagowaniem „stylu zakopiańskiego” jako jeden z pierwszych zamówił sobie „góralskie” meble.
W 1890 dokonał, wraz z Klimkiem Bachledą, pierwszego zimowego wejscia na Kasprowy Wierch
Należał do wybitnych taterników końca XIX wieku. Wraz z przewodnikami zdobył jako pierwszy Cubrynę (1884), Mały Ganek (1892), a także jako drugi wszedł na Mnicha (1887). W zimie dokonał pierwszych wejść na Krzyżne (1894), Kasprowy Wierch (z Klimkiem Bachledą, 1890) i Czerwone Wierchy. Podróżował również po Alpach. W 1884 lub 1885 r. wraz z Ludwikiem Chałubińskim zdobyli tam, jako pierwsi Polacy, m.in. Aletschhorn (4192 m n.p.m.).
W ostatnich latach życia chorował. Został pochowany na cmentarzu Rakowickim w Krakowie, w pasie 48. Przyczyną jego przedwczesnej śmierci była anemia złośliwa (ponadto mediewistę trapiły stale stany psychotyczne). Ponieważ nie miał rodziny, koszty budowy grobowca sfinansował Henryk Sienkiewicz.

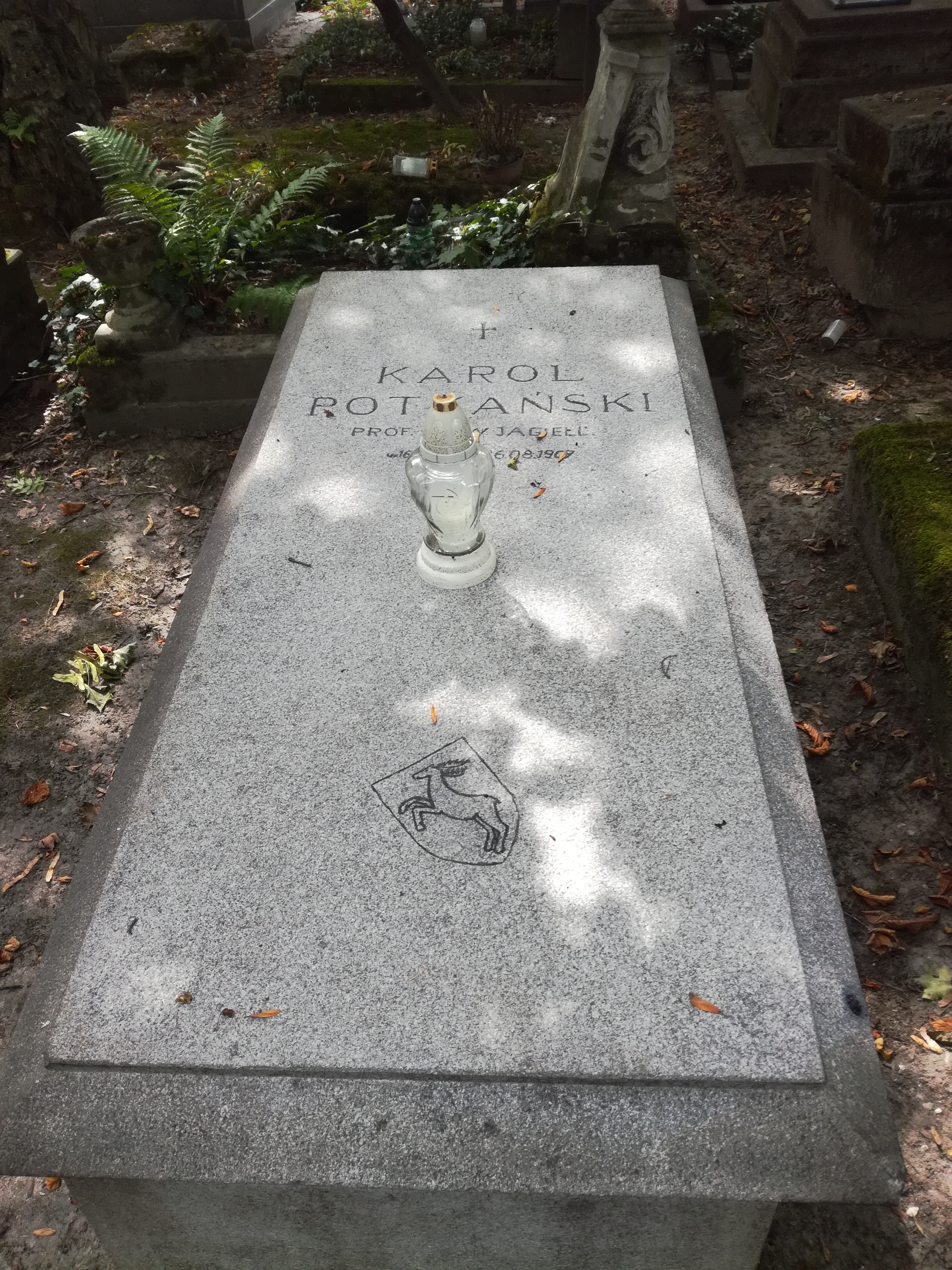
Grób prof. Karola Potkańskiego na cmentarzu Rakowickim

Stanisław Witkiewicz utrwalił jego wizerunek w swojej książce Na przełęczy (również w rysunku), zaś Jacek Malczewski - w znanym portrecie.

## Prace
- 1895a: Studia nad osadnictwem Polski w wiekach średnich.Tylko tytuł Brak numerów stron w książce
- 1895b: Postrzyżyny u Słowian i Germanów. Kraków: AU. Brak numerów stron w książce
- 1897:   Lachowie i Lechici. „Rozprawy Wydziału Filologicznego Akademii Umiejętności w Krakowie”. R. 27.brak numeru strony
- 1898:   Kraków przed Piastami. „Rozprawy Wydziału Historyczno–Filozoficznego Akademii Umiejętności w Krakowie”. R. 35.brak numeru strony
- 1900:   Granice biskupstwa krakowskiego. Kraków: nakł. aut. Brak numerów stron w książce
- 1902:   O pochodzeniu Słowian: Kilka uwag z powodu książki prof. Niederlego p.t. „O pochodzeniu Słowian” i pierwszego tomu „Starożytności Slowiańskich” tegoż autora. „Kwartalnik Historyczny”. R. 16. s. 244–246.
- 1905:   O pochodzeniu wsi polskiej. [Warszawa] – Lwów: Gebethner i Wolff. Brak numerów stron w książce
- 1922–1924: Pisma pośmiertne. Jan Stanisław Bystroń, Władysław Kowalenko (oprac.); Franciszek Bujak (przedm.). T. 1–3. Poznań – Kraków: PTPN – PAU. Brak numerów stron w książce Wyd. 2: 2004: –. Jan Maria Piskorski (posł.). Poznań: PTPN. Brak numerów stron w książce
- 1965:   Lechici, Polanie, Polska: Wybór pism. Gerard Labuda (oprac.). Warszawa: PWN. Brak numerów stron w książce
- 1997:   Puszcza Radomska: Studium osadnicze. Stanisław Zieliński (oprac.). Radom: Fundacja Kultury Jana Kochanowskiego. Brak numerów stron w książce